# 翁新芝
翁新芝（1988年6月15日—），中国足球运动员，中国国家女子足球队成员，司职后卫。她曾参加2006年亚洲运动会和2010年亚洲运动会，其中在2006年亚洲运动会中获得铜牌。